# Ordinul Sfântului Andrei (Federația Rusă)

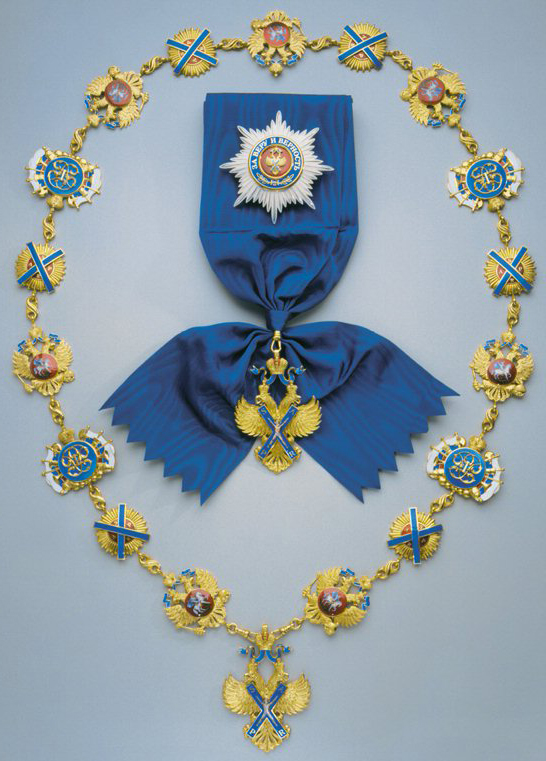
Noile însemne ale Ordinului Sfântului Apostol Andrei, primul chemat

Ordinul Sfântului Apostol Andrei, primul chemat (în rusă Орден Святого апостола Андрея Первозванного) a fost restabilit la 1 iulie 1998 de președintele Boris Elțân, ca primă distincție a Federației Ruse. Statutul și însemnele au fost adaptate pentru a coincide cu noua situație. Vulturul bicefal este de aur și nu mai este emailat cu negru (situație existentă la Ordinul imperial al Sfântului Andrei), ca și pe celelalte noi steme adoptate de federație.

## Istoric
Ordinul Imperial al Sfântului Apostol Andrei este acum pe cale de dispariție; ultimul Mare Maestru al Ordinului, țarul Nicolae al II-lea al Rusiei a fost ucis de către bolșevici la 17 iulie 1918. În prezent, titularul de Mare Maestru al Ordinului s-ar putea să fie Șeful Casei Romanov, Marea Ducesă Maria Vladimirovna Romanova a Rusiei.
Ordinul a fost restaurat (dar nu oficial) în 1988 de către Biserica Ortodoxă Rusă în exil, cu același nume, dar cu insigne și statute diferite. 
În cele din urmă, în 1998, a fost reactivat ca cel mai înalt ordin al Federației Ruse, prin Actul prezidențial nr. 576, din 1 iulie 1998, emis de Boris Elțân.

## Cavaleri al Ordinului Sfântului Andrei (Federația Rusă)
| №  | Numele cavalerului              | Data decernării    | Numărul decretului | Profesia / ocupația cavalerului | Imaginea cavalerului |
| -- | ------------------------------- | ------------------ | ------------------ | --- | -------------------- |
| 1  | Lihaciov, Dmitri Sergheievici   | 30 septembrie 1998 | № 1163             | Academician – Academia Rusă de Științe, Institutul de Literatură                                                                                               |                      |
| 2  | Kalașnikov, Mihail Timofeievici | 7 octombrie 1998   | № 1202             | Inginer șef, șef al biroului de proiectare pentru arme de calibru mic „Izhmash”, Republica Udmurtia                                                            |                      |
| 3  | Nazarbaev, Nursultan Abișevici  | 11 octombrie 1998  | № 1212             | Președintele Republicii Kazahstan |                      |
| 4  | Soljenițîn, Aleksandr Isaievici | 11 decembrie 1998  | № 1562             | Scriitor, dizident anticomunist; a refuzat distincția |                      |
| 5  | Alexei al II-lea                | 19 februarie 1999  | № 203              | Patriarh al Moscovei și al Tuturor Rusiilor |                      |
| 6  | Șumakov, Valeri Ivanovici       | 3 noiembrie 2001   | № 1271             | Director al Institutului de Cercetare privitoare la Transplant și Organe Artificiale, Moscova                                                                  |                      |
| 7  | Alieva, Fazu Gamzatovna         | 11 decembrie 2002  | № 1400             | Redactor șef al revistei «Femeia Daghestanului», președinte al Uniunii Femeilor din Daghestan                                                                  |                      |
| 8  | Aliev, Heidar Alirzaoglî        | 10 mai 2003        | № 521              | Președintele Republicii Azerbaidjan |                      |
| 9  | Petrovski, Boris Vasilievici    | 4 iunie 2003       | № 603              | Directorul onorific al Centrului Rus de Cercetare în Chirurgie, Academia Rusă de Științe Medicale, Moscova                                                     |                      |
| 10 | Gamzatov, Rasul Gamzatovici     | 8 septembrie 2003  | № 1040             | Poet, președinte al Uniunii Scriitorilor din Daghestan |                      |
| 11 | Zîkina, Liudmila Gheorghievna   | 12 iunie 2004      | № 765              | Director artistic al Institutului Cultural de Stat al „Academiei Ruse de Stat”, Ansamblul folcloric, Rusia, Moscova                                            |                      |
| 12 | Arhipova, Irina Konstantinovna  | 2 ianuarie 2005    | № 1                | Președinte al Uniunii Internaționale a Muzicienilor, Моscova                                                                                                   |                      |
| 13 | Mihalkov, Serghei Vladimirovici | 13 martie 2008     | № 339              | Scriitor, președintele Comitetului Executiv al Uniunii Internaționale a Asociațiilor Publice „comunitatea internațională a sindicatelor scriitorilor”, Moscova |                      |
| 14 | Granin, Daniil Aleksandrovici   | 28 decembrie 2008  | № 1864             | Scriitor, președintele Fondului Internațional de Caritate «D. S. Lihaciov », Sankt-Petersburg                                                                  |                      |
| 15 | Gorbaciov, Mihail Sergheievici  | 2 martie 2011      | № 257              | Om politic, Ultimul Președinte al URSS |                      |
| 16 | Șoigu, Seghei Kujughenovici     | aprilie 2014       | Decret nepublicat  | General, om politic rus; Ministrul Apărării al Federației Ruse                                                                                                 |                      |

## Filatelie

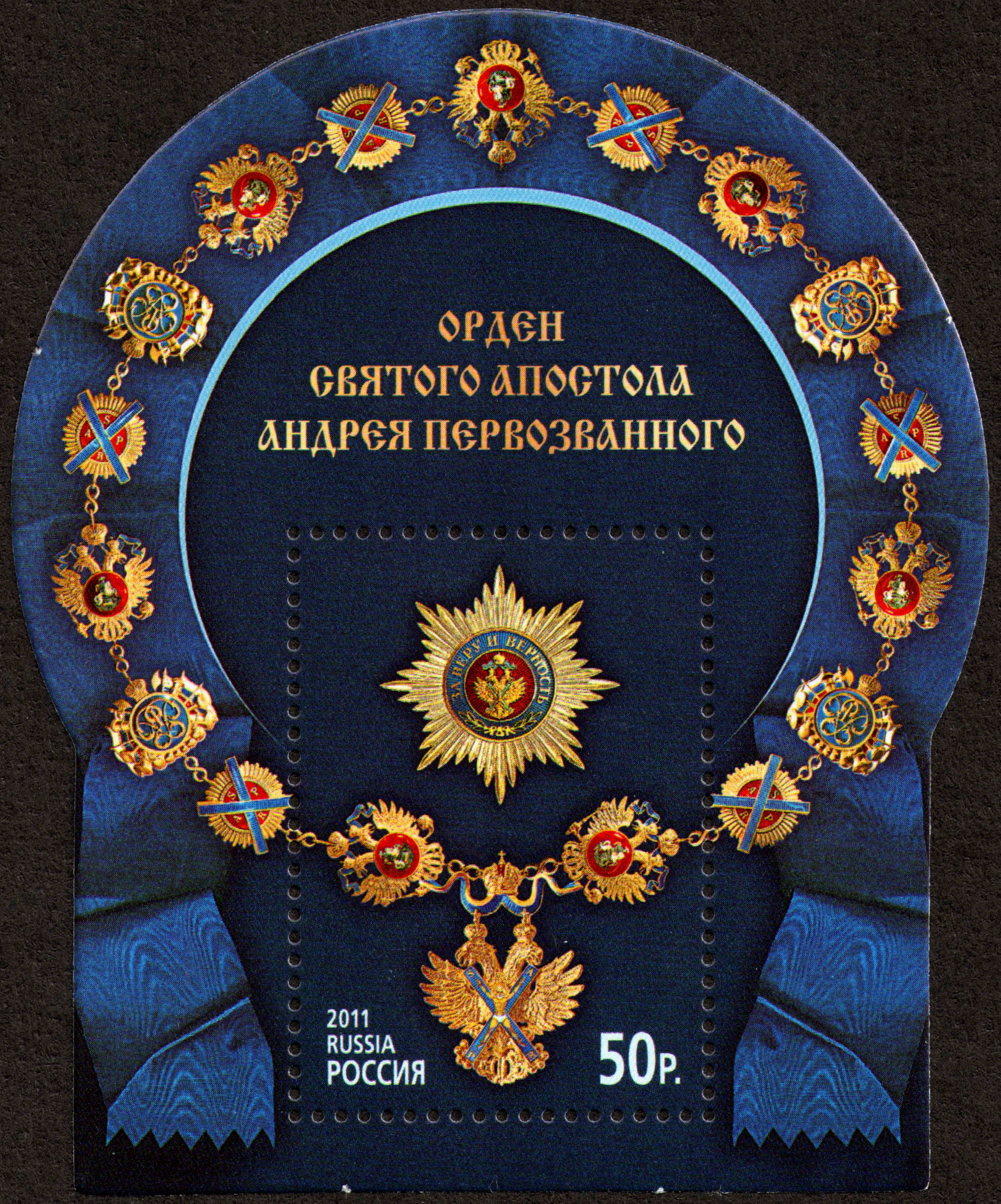
Bloc filatelic referitor la
Ordinul Sfântului Apostol Andrei, primul chemat
(Federația Rusă),
emis în 2011

În 2011 serviciile poștale ale Federației Ruse au emis un bloc filatelic referitor la Ordinul Sfântului Andrei, primul chemat (Federația Rusă).